# ホシ (シンガーソングライター)
ホシ（Hoshi、1994年9月14日 - ）は、フランスのシンガーソングライター。本名：Mathilde Gerner（マティルド・ジェルネル）。

## 略歴
幼少期からラップを聴き、6歳でピアノ、15歳でギターを始め、その頃に初めて作曲もした。また彼女は日本文化に触れ、アーティスト名であるHoshiは日本の「星」からとった。そのため日本ツアーも開催したい気持ちはあるが、メニエール病を患っており、飛行機に乗れないので日本でのツアーは実現できない。
2021年に「Et même après je t’aimerai」、2023年に「Mauvais rêve」という曲を発表した。